# Oliver Pötzsch
Oliver Pötzsch (Monaco di Baviera, 1º gennaio 1970) è uno scrittore tedesco.

## Biografia
Dopo aver frequentato la scuola tedesca di giornalismo a Monaco di Baviera dal 1992 al 1997, Pötzsch ha lavorato per Radio Baviera. Successivamente si è occupato della sceneggiatura di diversi progetti per la televisione tedesca fin quando ha pubblicato il suo primo romanzo, La figlia del boia, tradotto in oltre venti nazioni. 
Al primo libro sono seguite svariate altre pubblicazioni della medesima saga, distribuita in Italia dalla casa editrice Neri Pozza: La figlia del boia e il monaco nero, La figlia del boia e il re dei mendicanti, Il mago e la figlia del boia, La figlia del boia e il diavolo di Bamberga, La figlia del boia e il gioco della morte. Questi volumi fanno parte di una saga ambientata nel XVII secolo che ha come protagonisti gli antenati dello stesso Pötzsch; l'autore infatti discende da una famiglia che dall'XI al XIX secolo si è tramandata la professione di boia a Schongau. Grazie a questa saga Pötzsch è diventato il primo scrittore a superare il milione di copie vendute su Amazon Publishing.
Oltre alla saga del boia di Schongau, Pötzsch ha scritto un romanzo ispirato alla figura di Johann Georg Faust: Il menestrello, pubblicato sempre per i tipi Neri Pozza (2019).
Vive a Monaco con la sua famiglia.

## Opere
- Die Henkerstochter, Ullstein, 2008 (ISBN 978-3-548-26852-1), ed. it. La figlia del boia, Neri Pozza Editore, 2012 (ISBN 978-88-545-0573-5)
- Die Henkerstochter und der schwarze Mönch, Ullstein, 2009 (ISBN 978-3-548-26853-8), ed. it. La figlia del boia e il monaco nero, Neri Pozza Editore, 2013 (ISBN 978-88-545-0733-3)
- Die Henkerstochter und der König der Bettler, Ullstein, 2010 (ISBN 978-3-548-28114-8), ed. it. La figlia del boia e il re dei mendicanti, Neri Pozza Editore, 2015 (ISBN 978-88-545-0929-0)
- Die Ludwig-Verschwörung, Ullstein, 2011 (ISBN 978-3-548-28290-9)
- Der Hexer und die Henkerstochter, Ullstein, 2010 (ISBN 978-3-548-28115-5) ed. it. Il mago e la figlia del boia, Neri Pozza Editore, 2017
- Die Burg der Könige, Paul List Verlag, 2013 (ISBN 3-471-35083-7)
- Ritter Kuno Kettenstrumpf, Thienemann-Esslinger Verlag, 2014, (ISBN 978-3-522-18393-2)
- Die Henkerstochter und der Teufel von Bamberg, Ullstein, 2014 (ISBN 978-3-548-28448-4) ed. it. La figlia del boia e il diavolo di Bamberga, Neri Pozza Editore, 2018
- Die Henkerstochter und das Spiel des Todes, 2016 ISBN 978-1-328-66208-8, ed. it. La figlia del boia e il gioco della morte, Neri Pozza Editore, 2019
- Die Henkerstochter und der Rat der Zwolf, 2017 ISBN 978-3-548-28837-6, La figlia del boia e il consiglio dei dodici (non ancora pubblicato in italiano)
- Der Spielmann, 2018 ISBN 978-88-545-1851-3, ed. it. Il menestrello. La saga del dottor Faust, Neri Pozza Editore, 2019
- Die Henkerstochter und der Fluch der Pest, 2020 ISBN 978-3-548-29196-3 La figlia del boia e la maledizione della peste (non ancora pubblicato in italiano)
- Das Buch des Totengrabens, 2021 ISBN 978-88-93-90525-1 Il metodo del becchino - Un caso per Leopold von Herzfeldt, Società Editrice Milanese, 2023
- Das Mädchen und der Totengräber. 2022 ISBN 978-88-93-90631-9 Il becchino e la ragazza Società Editrice Milanese, 29/10/2024